# Hatné
Hatné este o comună slovacă, aflată în districtul Považská Bystrica din regiunea Trenčín. Localitatea se află la altitudinea de 310 m deasupra n.m., se întinde pe o suprafață de 5,43 km2 și în 2017 număra 603 locuitori.

## Istoric
Localitatea Hatné este atestată documentar din 1321.

## Demografie
| An:                | 1994 | 2004   | 2014   | 2024   |
| ------------------ | ---- | ------ | ------ | ------ |
| Număr de persoane: | 580  | 564    | 599    | 632    |
| Diferență:         |      | −2,75% | +6,20% | +5,50% |

| An:                | 2023 | 2024   |
| ------------------ | ---- | ------ |
| Număr de persoane: | 642  | 632    |
| Diferență:         |      | −1,55% |